# Хелуанская обсерватория
Хелуанская обсерватория — астрономическая обсерватория, основанная в 1903 году в Хелуане, Египет. Принадлежит Национальному научно-исследовательскому институту астрономии и геофизики.

## История обсерватории
Первая современная обсерватория в Египте работала с 1840 по 1860 года, западнее Каира в поселении Boulac. Затем в 1868 году в поселении Abbasya была создана новая обсерватория для астрономических и геофизических наблюдений. Но из-за увеличения засветки и появления трамваев, которые мешали проведению магнитных исследований в начале XX века было решено о создании новой обсерватории в районе деревни Хелуан в 30 км к югу от Каира.
Астрономические наблюдения в Хелуанской обсерватории начались в 1905 году, а геомагнитные наблюдения в 1907 году. В 1907 году John Reynolds финансировал создание 30-дюймового рефлектора. В 1957 году были созданы на базе Хелуанской обсерватории солнечная обсерватория и станция слежения за ИСЗ.
В 1960 году геомагнитные наблюдения, в связи с проведением трамвайной линии с высоким напряжением, были перенесены в новое место: Misallat геомагнитную обсерваторию. В связи с ростом засветки от Каира и внутри самого города Хелуан в 1962 году была создана новая обсерватория, расположенная в поселке Коттамия.
На базе обсерватории работает сейсмическая станция.

## Инструменты обсерватории
- 75-см телескоп (1905 год) — подарен английским любителем астрономии, после посещения Египта для наблюдения полного солнечного затмения
- 25-см горизонтальный целостат (1957 год, солнечная обсерватория)
- 15/225 (см) рефрактор Zeiss Кудэ (1964 год, солнечная обсерватория)
- Pyrheliollleters; пиранометров, ультрафиолетового радиометры — 1989 год, солнечная обсерватория, нужны для определения возможности эксплуатации солнечных батарей.
- NAFA 25 — камера для наблюдений за ИСЗ, 1966 год
- AFU 75 — камера для наблюдений за ИСЗ, 1966 год
- Интеркосмос — лазерная локация ИСЗ, 1974 год[1]
- Новый лазерный локатор ИЗС, 2006 год

## Отделы обсерватории
- Геомагнитная станция
- Астрономическая обсерватория
- Солнечная станция
- Станция слежения за ИСЗ
- Сейсмическая станция

## Направления исследований
- Астрометрия
- Геомагнетизм
- Наблюдения Солнца
- Энергетика (солнечные батареи)
- Сейсмология

## Основные достижения
- Участие в Международном году спокойного Солнца (1964 МГСС, 1965)
- Сотрудничество с Астросоветом АН СССР по наблюдениям ИСЗ, договор подписан в 1966 году
- Сотрудничество со Смитсоновской Астрофизической обсерваторией в 1977 и 1982 годах по наблюдениям ИСЗ
- Участие в проектах: SPIN, MERIT, ATMOSPHERE, WEGNER / MEDLAS.
- Сейсмическая станция работает с 1962 года в составе американской World Wide Net work of standard Seismic Stations (WWNSS)
- В 1930 году пронаблюдали Плутон через месяц после его открытия

## Известные сотрудники
- en:Harold Knox-Shaw

## Интересные факты
- Обсерватория в начале XX века называлась Khedivial Astronomical Observatory in Helwan, Egypt.